# Werner Knudsen
Werner Knudsen (født 23. oktober 1953 i Ringsted) er en dansk datalog, komponist og forfatter til såvel korværker som IT-bøger. Han arbejder som IT-arkitekt for IBM, har tidligere arbejdet for TDC og er bosiddende i Glostrup.
Sideløbende med sin karriere inden for IT, har han altid beskæftiget sig med musik, særligt korsang. Gennem en årrække var han formand for Musikkonservatoriets børnekor, for hvilket han også har arrangeret en del musik, og han er desuden selv medlem af Akademisk Kor.
Selv har han primært komponeret sange samt kor- og orgelmusik, særligt i samarbejde med præst og forfatter Niels Johansen. Deres fælles værk Hvem kaldte på erantis, en samling af nye salmer og sange, er udkommet på Unitas Forlag i 2010. Sommersange, en korcyklus med tekster af Thøger Larsen, er udkommet på Edition S i 2008. Værket indeholder blandt andet en ny melodi til Danmark, nu blunder den lyse nat.

## Værker
IT-udgivelser:
- 1995: Internet for alle[3]
- 1997: Mere Internet for alle[4]
- 1999: Internet tips for alle[5]
- 2001: Den lille bog om søgning på nettet[6]

Musikværker:
- 2006: Sommersange (tekster af Thøger Larsen)[7]
- 2007: Du danske sommer, jeg elsker dig (tekst af Thøger Larsen)
- 2010: Hvem kaldte på erantis? (tekster af Niels Johansen)[8]
- 2011: Lysets utålmodighed (redaktør Holger Lissner), 14 salmemelodier[9]
- 2013: Hvor lang var tiden, da vi var mindre? (Sangene fra gaden, tekster af Niels Johansen)[10]

## Eksterne links
- Hvem kaldte på erantis? (2010)
- Sommersange (2006)
- Sange, salmer og viser